# 220 mm mozdierz wz. 32
Der 220 mm mozdierz wz. 32 war ein tschechoslowakischer Mörser, der vom polnischen und jugoslawischen Heer und der Wehrmacht im Zweiten Weltkrieg eingesetzt wurde.

## Geschichte
Das Geschütz wurde in den zwanziger Jahren von Škoda in Plzeň aus dem 21-cm-Mörser 18/19 (21 mozdir vz.18) entwickelt, dessen Rohr man an das Kaliber des französischen 220mm-Mörsers 16 anglich, um die zahlreich beim Bündnispartner Frankreich noch aus dem Ersten Weltkrieg vorhandene Munition verwenden zu können.
Das Geschütz wog in Fahrstellung 22.700 kg und in Feuerstellung 14.700 kg, zur Kaliberlänge liegen unterschiedliche Angaben vor: 15,5 oder 19,7. Ob das eine die jugoslawische und das andere die polnische Ausführung betraf, ist dem Schrifttum nicht zu entnehmen. Der Mörser wurde dreilastig im motorisierten Zug gefahren. Er hatte die gleiche Lafette wie die 150-mm-Kanone ON a, in Jugoslawien 150 mm M 28 genannt. Das Geschütz schoss etwa 4 km weiter als der deutsche lange 21-cm-Mörser, war allerdings auch doppelt so schwer. Es hatte das gleiche Gewicht wie der deutsche 21-cm-Mörser 18, ohne indessen dessen Schussweite zu erreichen. Ferner bedeutete die Zerlegung in drei Lasten für den Transport einen größeren Zeitaufwand beim Instellunggehen.

### Jugoslawien
Jugoslawien kaufte 12 dieser Mörser im Jahr 1928, sie wurden dort 220 mm M 28 genannt, ferner 12 Stück der 150-mm-Kanone. Gleichzeitig wurden für jedes Geschütz vier von Skoda in Lizenz gefertigte Artillerieschlepper des Typs Latil TAR4 beschafft (insgesamt also 48 Schlepper), die allerdings statt des französischen einen 7,3-Liter-Vierzylinder-Skoda-Motor erhielten. Die Geschütze nebst Zugmaschinen wurden um etwa 1930 geliefert.

### Polen
Polen kaufte Anfang der 1930erjahre 27 Stück des Mörsers (also die Ausrüstung für drei Artillerie-Abteilungen) und stellte sie unter der Bezeichnung 220 mm mozdierz wz. 32 in Dienst. Als Zugmittel wurden Vollkettenzugmaschinen des Typs PZInż. C7P verwendet, die das gleiche Fahrgestell wie der Panzer PZInż. 7TP hatten.

### Deutschland
Im Zweiten Weltkrieg erbeutete die Wehrmacht die oben erwähnten Geschütze. Die Mörser wurden in 22-cm-Mörser(p) (p für polnisch) und 22-cm-Mörser 538(j) (j für jugoslawisch) umbenannt. Die Wehrmacht stellte davon 14 Stück in Dienst, davon waren im Frühjahr 1944 noch 5 Stück in Norwegen im Einsatz.

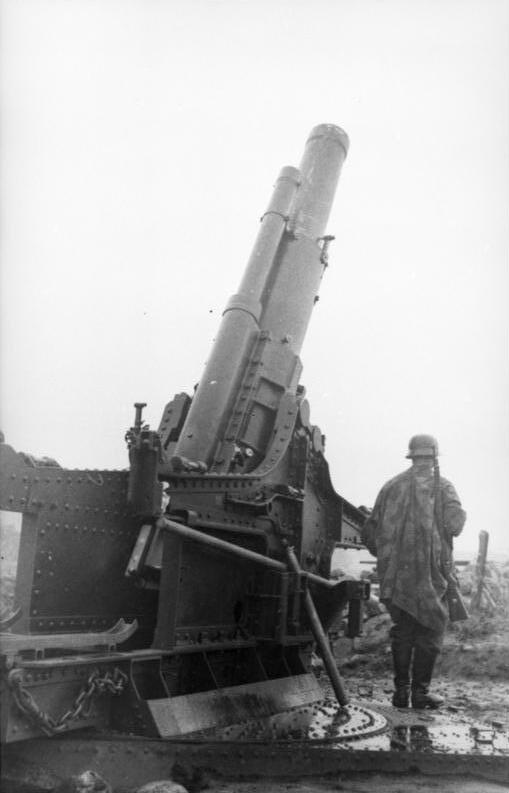
22-cm-Mörser(p) als Küstengeschütz